# Henriksen
Henriksen ist ein Familienname.

## Herkunft und Bedeutung
Henriksen ist ein patronymisch gebildeter skandinavischer Familienname mit der Bedeutung „Sohn des Henrik“.

## Verbreitung
Der Name kommt vor allem in Dänemark und Norwegen vor.

## Namensträger
- Arve Henriksen (* 1968), norwegischer Jazz-Trompeter
- Bjarne Henriksen (* 1959), dänischer Film- und Theaterschauspieler
- Bo Henriksen (* 1975), dänischer Fußballtrainer und -spieler
- Eivind Henriksen (* 1990), norwegischer Leichtathlet
- Emilie Henriksen (* 1997), dänische Fußballspielerin
- Erik Henriksen (* 1958), US-amerikanischer Eisschnellläufer
- Finn Henriksen (1933–2008), dänischer Filmregisseur, Drehbuchautor und Filmeditor
- Henriette Henriksen (* 1970), norwegische Handballspielerin
- Jan Henriksen (1946–2017), norwegischer Radrennfahrer
- Kari Henriksen (* 1955), norwegische Politikerin
- Karl Henriksen Nag (1893–1975), norwegischer Ruderer, siehe Karl Nag
- Kasper Faust Henriksen (* 1986), dänischer Badmintonspieler
- Kristian Henriksen (1911–2004), norwegischer Fußballspieler und -trainer
- Lance Henriksen (* 1940), US-amerikanischer Schauspieler
- Loritha Henriksen (* 1941), grönländische Politikerin
- Markus Henriksen (* 1992), norwegischer Fußballspieler
- Martin Henriksen (Politiker, 1979) (* 1979), norwegischer Politiker
- Martin Henriksen (Politiker, 1980) (* 1980), dänischer Politiker
- Niels Henriksen (* 1966), dänischer Ruderer
- Paw Henriksen (* 1975), dänischer Schauspieler
- Peter Henriksen (* 1972), dänischer Handballspieler
- Povl Henriksen (1898–1986), dänischer Tennisspieler
- René Henriksen (* 1969), dänischer Fußballspieler
- Sindre Henriksen (* 1992), norwegischer Eisschnellläufer
- Tage Henriksen (1925–2016), dänischer Ruderer
- Theodor Henriksen Nag (1890–1959), norwegischer Ruderer, siehe Theodor Nag
- Todd Henriksen (* 1984), US-amerikanischer Straßenradrennfahrer
- Tommy Henriksen (* 1964), US-amerikanischer Rockmusiker
- Vera Henriksen (1927–2016), norwegische Schriftstellerin

## Sonstiges
- Henriksen Buttress, Berg auf Südgeorgien im Südatlantik
- Henriksenskjera, Nunatakker im Königin-Maud-Land, Antarktika